# Hell (песня Disturbed)
«Hell» — песня американской метал-группы Disturbed, выпущенная на первом сингле с первого сборного альбома The Lost Children. Песня была выпущена как би-сайд на сингле «Stricken» с третьего альбома Ten Thousand Fists. Также трек является бонусом альбома Ten Thousand Fists, выпущенного в Великобритании. Стала хитом радиостанций 11 октября 2011 года.

## Клип
Фронтмен Disturbed, Дэвид Дрейман, заявил на своей странице Twitter о том, что снимать клип на песню группа не собирается. Видеозапись, состоящую только из звука (вместо видео — изображение обложки), можно посмотреть на YouTube.

## Позиции в чартах
| Чарт (2011-12)            | Наивысшая позиция |
| ------------------------- | ----------------- |
| US Rock Songs (Billboard) | 35                |